# Muzeul George Severeanu
Muzeul George Severeanu este un muzeu și monument istoric din București, pe Strada Henri Coandă (fostă I.C. Frimu) nr. 26, sector 1, într-o casă ce datează din jurul anului 1860. Muzeul e găzduit în casa care a aparținut radiologului George Severeanu și a soției sale, Maria. În muzeu e expusă colecția numismatică și de antichități a soților Severeanu, care cuprinde artefacte preistorice, egiptene antice, vase grecești și etrusce, statuete de Tanagra, sticlărie și bijuterii romane, ceramică de İznik, documente medievale, multe monede (numismatică), și altele.

## Istorie
Casa Severeanu este un exemplu tipic pentru arhitectura bucureșteană din a doua jumătate a secolului al XIX-lea, fiind o clădire în stil eclectic, cu influențe neobaroce ca: ferestre mici ovale, elemente decorative florale, ghirlande, bosaje, cornișă și console cu atic decorativ. În curte s-au păstrat „acareturile”. Colecția a fost donată Muzeului de Istorie al Municipiului București, ca urmare a dorinței exprimate de doctorul George Severeanu în 1939.
Muzeul, inaugurat în anul 1956, aflat sub administrația Muzeului Municipiului București – Palatul Suțu, a fost închis către public în anul 1995. În perioada 2004-2008 au fost realizate lucrări de consolidare și restaurare de către firma Bog'Art, după proiectul firmei Proiect București. Începând cu luna noiembrie 2017 publicul poate admira după mai bine de 25 de ani colecția muzeului.

## Colecție
Muzeul are în colecție circa 80.000 de obiecte muzeale, bunuri culturale, între care cele mai importante sunt Colecțiile Severeanu, (donate, începând din decembrie 1939, de către Maria dr. G. Severeanu, Primăriei Municipiului București), ca și Colecțiile numismatice și paranumismatice ale Muzeului Municipiului București, formate prin donații, achiziții și descoperiri arheologice și numismatice, care acoperă circulația monetară de pe teritoriul României, precum și din Europa și, parțial, de pe alte continente, din antichitate și până în zilele noastre.
Între obiectele de valoare ale Colecției Maria și dr. George Severeanu a Muzeului de istorie a municipiului București se află și un cap de marmură albă cu granulație medie, reprezentându-l pe împăratul Traian.
Expoziția cuprinde o gamă variată de obiecte: piese de arheologie - arme și unelte preistorice, vase grecești antice, statuete de Tanagra, bronzuri și marmură, sticlărie romană, geme și camee antice, numismatică antică greco-romană și geto-dacică, bizantină, dar și numismatică medievală a Țărilor Române, începând cu Vlaicu Vodă și Petru Mușat, două monede foarte rare de la Vlad Dracul, numismatica din Imperiul otoman și numismatică medievală a statelor europene. Sunt expuse și sigilii ale domnitorilor români, ale familiei Brâncoveanu, sigilii ale unor instituții administrative centrale sau orășenești din Principatele Unite ale Moldovei și Țării Românești și România, medalistică și insignografie, ordine și decorații românești și străine, în diferite grade, de la cavaler la mare cruce.

## Galerie

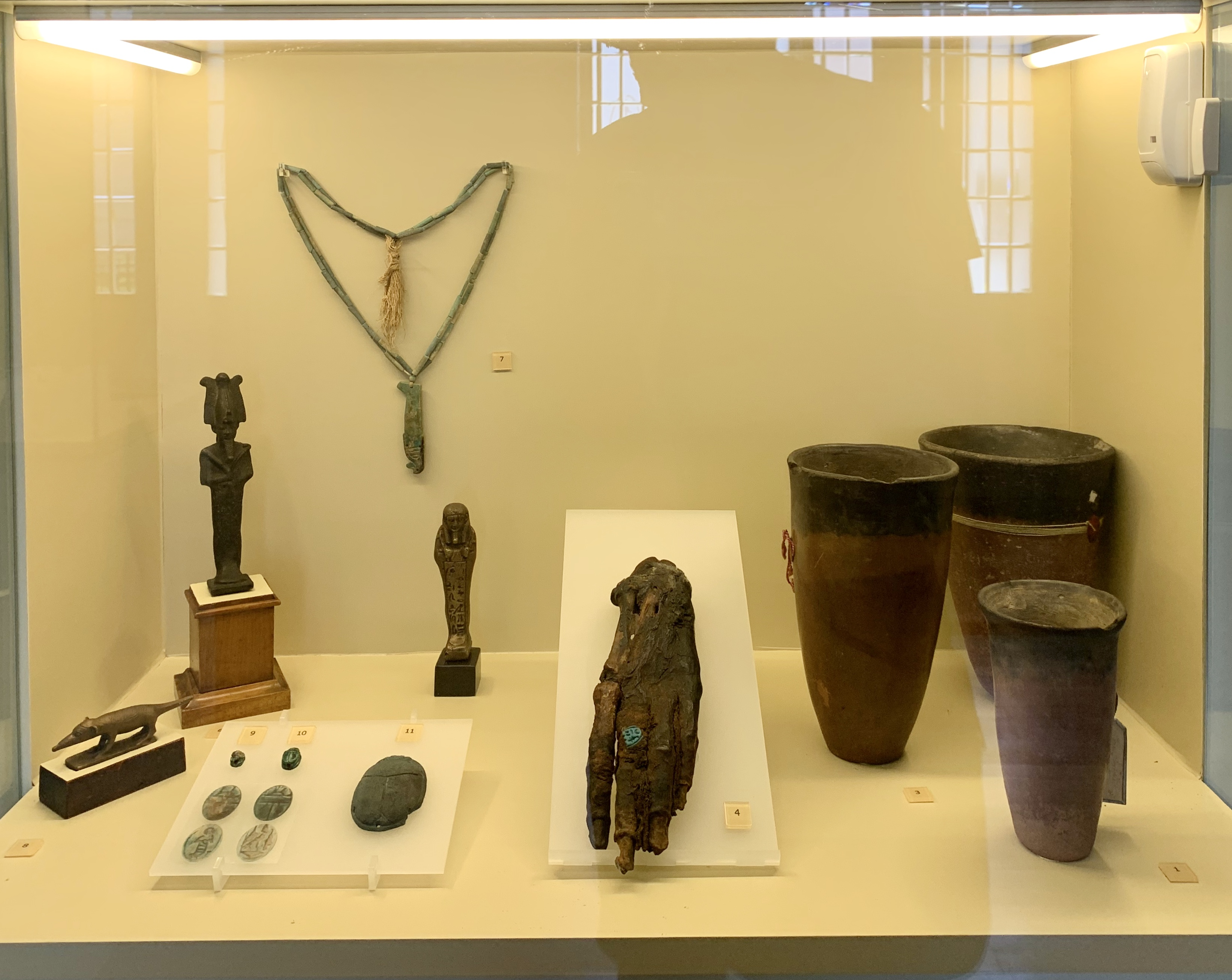
Colecția de antichități egiptene
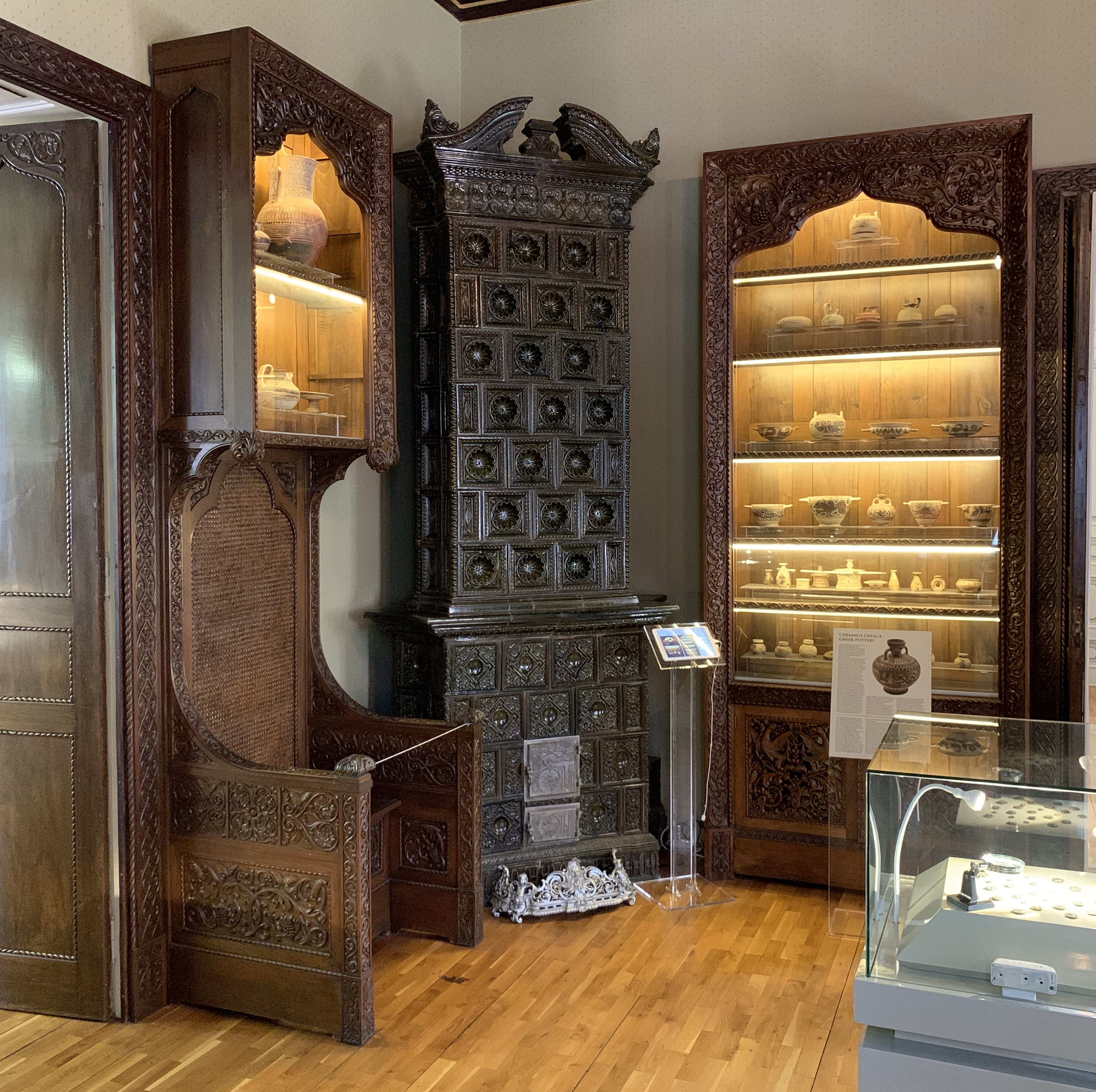
Vitrine neoromânești în care sunt expuse vase grecești
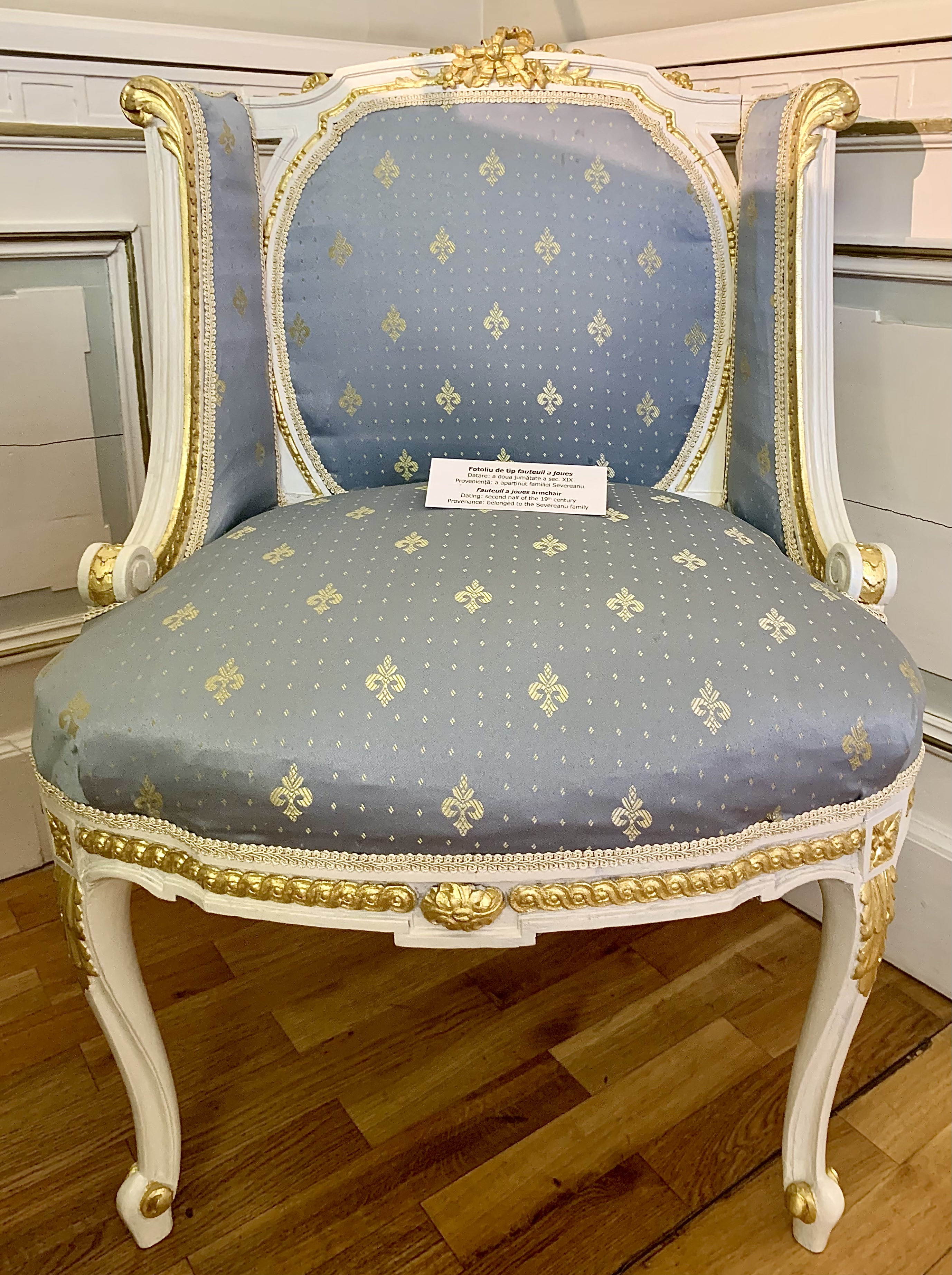
Fotoliu de tipul fauteuil a joues, a II-a jumătate a secolului 19, a aparținut familiei Severeanu
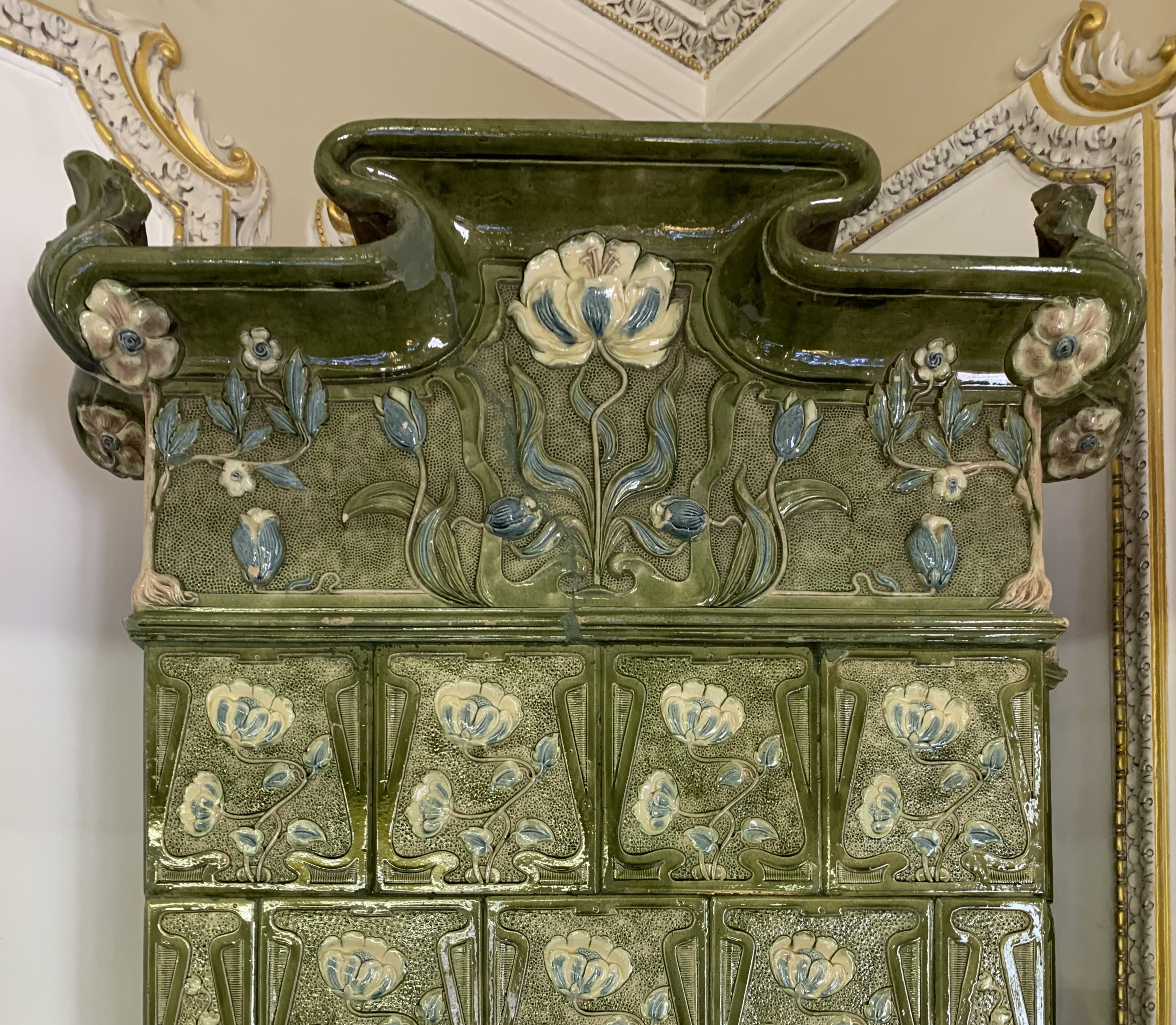
Detaliu al unei sobe Art Nouveau